# 千歳台
千歳台（ちとせだい）は、東京都世田谷区の地名。 住居表示実施済み。現行行政地名は千歳台一丁目から千歳台六丁目。住居表示実施済区域。

## 地理
千歳台は世田谷区中西部に位置し、砧地域に属する。南で小田急小田原線を境に砧、東で環八通りを境に桜丘・船橋、西で祖師谷、北で粕谷・上祖師谷・八幡山と隣接する。環八通りの西側にあり、道沿いには商店が見られるが、大部分は住宅地である。

### 地価
住宅地の地価は、2025年（令和7年）1月1日の公示地価によれば、千歳台5-8-3の地点で45万8000円/m2となっている。

## 歴史
- 1971年（昭和46年）、住居表示実施により廻沢町から千歳台一丁目〜千歳台六丁目を新設。

廻沢町は旧千歳村の一部であったことから、千歳と高級住宅地を想起させる瑞祥地名の「台」を冠した。なお、千歳村は1889年（明治22年）に8つの村が合併する際縁起がいいという理由で命名されたという歴史があるため、いずれにせよ瑞祥地名である。

### 住居表示実施前後の町名の変遷
| 実施後       | 実施年月日   | 実施前（特記なければ各町丁ともその一部）             |
| ------------ | ------------ | ---------------------------------------------------- |
| 千歳台一丁目 | 1971年9月1日 | 世田谷5の全部と廻沢町、祖師谷2、船橋町、砧町の各一部 |
| 千歳台二丁目 | 1971年9月1日 | 廻沢町、祖師谷2の各一部                              |
| 千歳台三丁目 | 1971年9月1日 | 廻沢町、船橋町の各一部                               |
| 千歳台四丁目 | 1971年9月1日 | 廻沢町、船橋町の各一部                               |
| 千歳台五丁目 | 1971年9月1日 | 廻沢町の一部                                         |
| 千歳台六丁目 | 1971年9月1日 | 粕谷町の全域、廻沢町の一部                           |

## 世帯数と人口
2025年（令和7年）1月1日現在（世田谷区発表）の世帯数と人口は以下の通りである。
| 丁目         | 世帯数    | 人口     |
| ------------ | --------- | -------- |
| 千歳台一丁目 | 1,738世帯 | 3,553人  |
| 千歳台二丁目 | 1,711世帯 | 3,595人  |
| 千歳台三丁目 | 1,264世帯 | 2,705人  |
| 千歳台四丁目 | 1,214世帯 | 2,887人  |
| 千歳台五丁目 | 924世帯   | 2,055人  |
| 千歳台六丁目 | 1,775世帯 | 4,478人  |
| 計           | 8,626世帯 | 19,273人 |

### 人口の変遷
国勢調査による人口の推移。
| 年                 | 人口   |
| ------------------ | ------ |
| 1995年（平成7年）  | 10,730 |
| 2000年（平成12年） | 11,769 |
| 2005年（平成17年） | 12,522 |
| 2010年（平成22年） | 17,412 |
| 2015年（平成27年） | 18,384 |
| 2020年（令和2年）  | 19,424 |

### 世帯数の変遷
国勢調査による世帯数の推移。
| 年                 | 世帯数 |
| ------------------ | ------ |
| 1995年（平成7年）  | 4,568  |
| 2000年（平成12年） | 5,280  |
| 2005年（平成17年） | 5,798  |
| 2010年（平成22年） | 7,516  |
| 2015年（平成27年） | 7,880  |
| 2020年（令和2年）  | 8,469  |

## 学区
区立小・中学校に通う場合、学区は以下の通りとなる。
| 丁目         | 番地              | 小学校                 | 中学校                   |
| ------------ | ----------------- | ---------------------- | ------------------------ |
| 千歳台一丁目 | 1～10番           | 世田谷区立笹原小学校   | 世田谷区立桜丘中学校     |
| 千歳台一丁目 | 11～21番 29～32番 | 世田谷区立祖師谷小学校 | 世田谷区立千歳中学校     |
| 千歳台一丁目 | 22〜28番 33〜41番 | 世田谷区立船橋小学校   | 世田谷区立船橋希望中学校 |
| 千歳台二丁目 | 全域              | 世田谷区立千歳台小学校 | 世田谷区立船橋希望中学校 |
| 千歳台三丁目 | 全域              | 世田谷区立千歳台小学校 | 世田谷区立船橋希望中学校 |
| 千歳台四丁目 | 全域              | 世田谷区立千歳台小学校 | 世田谷区立船橋希望中学校 |
| 千歳台五丁目 | 全域              | 世田谷区立千歳台小学校 | 世田谷区立船橋希望中学校 |
| 千歳台六丁目 | 全域              | 世田谷区立塚戸小学校   | 世田谷区立千歳中学校     |

## 交通

### 鉄道
| 近隣の街区の駅 |
| --- |
| 小田急小田原線 - 千歳船橋駅(OH 12) - 祖師ヶ谷大蔵駅(OH13) 京王線 - 八幡山駅(KO 10) - 芦花公園駅(KO 11) - 千歳烏山駅(KO 12) |

- エイトライナー ｰｰｰ 同地区を対象とした路線構想

町域内には駅はないが、町域の大部分が小田急小田原線祖師ヶ谷大蔵駅もしくは、千歳船橋駅が最寄駅となる。北側の一部は移動時間的に京王線の駅が最寄りとなる場合があり、道路やバス路線による移動は整備されている。

### バス
- 歳20・21（小田急）千歳船橋駅～成城学園前駅西口
- 歳22（小田急）　千歳船橋駅～希望ヶ丘団地
- 歳23（京王）　千歳船橋駅～千歳烏山駅
- 梅01（小田急）　千歳船橋駅～梅ヶ丘駅
- 経01（小田急）　千歳船橋駅～経堂駅
- 成02（小田急）　千歳烏山駅北口～成城学園前駅西口
- 丘22（京王）　千歳船橋駅～つつじヶ丘駅北口
- 烏51（京王）　八幡山駅～千歳烏山駅
- くるりん世田谷区コミュニティバス（小田急）祖師谷・成城循環

### 道路
- 東京都道311号環状八号線
- 東京都道118号調布経堂停車場線

## 事業所
2021年（令和3年）現在の経済センサス調査による事業所数と従業員数は以下の通りである。
| 丁目         | 事業所数  | 従業員数 |
| ------------ | --------- | -------- |
| 千歳台一丁目 | 32事業所  | 563人    |
| 千歳台二丁目 | 57事業所  | 612人    |
| 千歳台三丁目 | 76事業所  | 1,339人  |
| 千歳台四丁目 | 35事業所  | 498人    |
| 千歳台五丁目 | 69事業所  | 649人    |
| 千歳台六丁目 | 40事業所  | 515人    |
| 計           | 309事業所 | 4,176人  |

### 事業者数の変遷
経済センサスによる事業所数の推移。
| 年                 | 事業者数 |
| ------------------ | -------- |
| 2016年（平成28年） | 263      |
| 2021年（令和3年）  | 309      |

### 従業員数の変遷
経済センサスによる従業員数の推移。
| 年                 | 従業員数 |
| ------------------ | -------- |
| 2016年（平成28年） | 3,120    |
| 2021年（令和3年）  | 4,176    |

### 主な企業
- ダックスインターナショナル
- バディ企画研究所
- ランドフローラ

## 施設
- 成城警察署
- 成城消防署千歳出張所
- 世田谷千歳台郵便局
- 世田谷区立千歳中学校
- 世田谷区立塚戸小学校
- 世田谷区立千歳台小学校
- 東覚院幼稚園
- 太陽の子めぐりさわ保育園
- 千歳保育園
- にじいろ保育園千歳台
- THE SPA 成城
- 東覺院
- 廻沢稲荷神社

## その他

### 日本郵便
- 郵便番号 : 157-0071[2]（集配局 : 成城郵便局[14]）。